# 无极灯
无极灯（Electrodeless lamp），也称無電極燈、感应灯（induction light），是一种没有电极和灯丝的照明设备，它通过灯管外的磁环产生电磁波激发灯管内的物质工作。例如低压气体无极灯内充填的是汞蒸气和稀有气体的混合气体，汞原子被电离、激发后释放出紫外线照射到灯管壁的荧光物质上，荧光物质发出可见光。虽然也填充了汞，但其固汞含量要低于荧光灯。
其工作频率通常达到数百万赫兹，远高于普通的白炽灯和节能灯。由于省去了灯丝和电极，可以制成环形、螺旋形或管状等各种形状。其工作寿命可达近10万小时，工作效率也很高。

## 磁感應燈

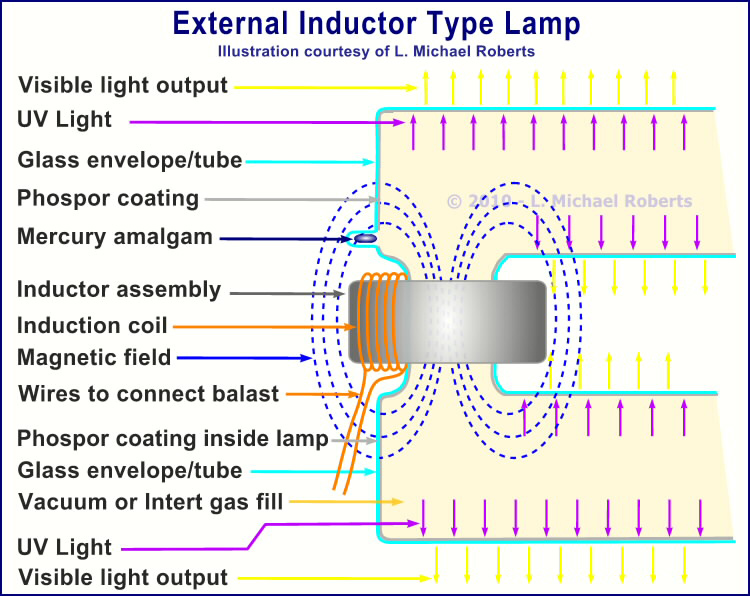
圖表顯示標記的組成部分，外部電感式，磁感應燈（镇流器未顯示）。

飛利浦QL的感應照明系統，電子镇流器。

### 優勢
- 由於沒有電極，壽命長可達 65,000～100,000 小時。
- 非常高的能量轉換效率：62~90 流明/瓦（高瓦數的燈更節能,甚至85流明/瓦以上）。
- 高功率因數：得益于低損耗的高頻電子鎮流器，一般都有95％和98％的效率。
- 能夠「即時開關」，不像大多數用於商業/工業照明應用（如水銀蒸氣燈，鈉蒸汽燈和金屬鹵化物燈）的傳統燈開關需要時間間隔。
- 使用更少的能源：由於其使用壽命長，平均工作每小時比傳統照明使用更少的水銀。

這些优势使得使用感應燈能在能耗和維護成本上得到35~55％可觀的成本節省，相較於被更換掉的其他類型商業和工業用燈。